# Otto Kratky
Otto Kratky (* 9. März 1902 in Wien; † 11. Februar 1995 in Graz) war ein österreichischer Physikochemiker.

## Leben
Otto Kratky wurde als Sohn des Malers Rudolf Kratky geboren. Er studierte nach der Matura an der Technischen Hochschule in Wien Chemie und schloss sein Studium 1929 mit der Promotion ab. Nach Abschluss seiner universitären Ausbildung wurde er 1928 Assistent am Kaiser-Wilhelm-Institut in Berlin-Dahlem, eine Position, die er bis 1933 bekleidete. Danach arbeitete er als Universitätsdozent an der Wiener Universität, bis er 1937 an das Institut für physikalische Chemie und Elektrochemie des Kaiser Wilhelm Instituts in Berlin als Abteilungsleiter zurückkehrte.  Ab 1940 bis 1943 war er beamteter a. o. Professor an der Deutschen Technischen Hochschule in Prag und von 1943 bis 1945 Vorsteher des dortigen Instituts für Physikalische Chemie.
1946 wurde er ordentlicher Professor für theoretische und physikalische Chemie an der Universität Graz, wo er das Institut für physikalische Chemie bis zu seiner Emeritierung 1972 leitete. Er war dort von 1956 bis 1957 Dekan der Philosophischen Fakultät und Rektor. Seine wissenschaftlichen Schwerpunkte lagen auf den Gebieten des molekularen Aufbaus von Zellstrukturen, worüber er 1951 eine grundsätzliche Untersuchung publizierte, und Bestimmung von Größe und Formen biologisch wichtiger Makromoleküle. Darüber hinaus untersuchte er kolloide Teilchen durch Streuung von Röntgenstrahlen. So wurde die von Kratky entwickelte Messmethode, durch Kleinwinkelstreuung die Formen von Makromolekülen, die sich nicht kristallisieren lassen, zu bestimmen, Standard für die Messung. Zudem erfand der Wissenschaftler eine Dichtemessmethode, die auf dem Biegeschwinger-Prinzip basiert. Das Verfahren wurde 1968 in den USA patentiert und ist heute noch die am meisten verwendete Messmethode zum Bestimmen der Dichte von Flüssigkeiten. Darauf basierende Messgeräte wurden und werden von einer eigenen Entwicklungsfirma unter Hans Stabinger und der Firma Anton Paar, beide in Graz, entwickelt und produziert.
1965 bis 1966 war er Vorsitzender der Gesellschaft Deutscher Naturforscher und Ärzte. Nach seiner Emeritierung war Kratky von 1972 bis 1982 Vorstand des Instituts für Physikalische Chemie an der Österreichischen Akademie der Wissenschaften.
Er war Mitglied der Österreichischen Akademie der Wissenschaften (1957), der Deutschen Akademie der Naturforscher Leopoldina (1959), der Akademie der Wissenschaften zu Göttingen (1977) und der Bayerischen Akademie der Wissenschaften (1978). Er wurde am Meidlinger Friedhof bestattet.
Seine Ehefrau Gerda Kratky (geb. Korte) (11. September 1919 – 4. Mai 1998) wurde auf dem Friedhof St. Leonhard (Feld 201. Mittelwand, Westseite, etwas südlich der Mitte) in Graz beigesetzt. Über ihrem Namen ist auch der Name ihres früher gestorbenen Mannes in Marmor eingemeisselt, ohne hier begraben zu sein.

## Wissenschaftliche Publikationen
- Über den Kautschukeffekt bei Hydratzellulose.  Steinkopf, Dresden 1944
- Das Makromolekül, ein Angelpunkt moderner biologischer und biochemischer Forschung. Kienreich, Graz 1957
- Die Welt der Vernachlässigten Dimensionen und die Kleinwinkelstreuung der Röntgenstrahlen und Neutronen an biologischen Makromolekülen. Barth, Leipzig 1983.

## Ehrungen
- Haitinger-Preis der Österreichischen Akademie der Wissenschaften 1936
- Wolfgang-Ostwald-Preis von der Deutschen Kolloid-Gesellschaft 1961
- Erwin Schrödinger-Preis der Österreichischen Akademie der Wissenschaften 1964
- Österreichisches Ehrenzeichen für Wissenschaft und Kunst 1964
- Bis 1969 zwölf Nominierungen für den Chemie-Nobelpreis[7]
- Wilhelm-Exner-Medaille 1970
- Cothenius-Medaille in Gold der Deutschen Akademie der Naturforscher Leopoldina 1971
- Ehrenmitglied der Leopoldina 1977
- Ehrenring des Landes Steiermark 1977
- Orden Pour le Mérite für Wissenschaften und Künste 1984
- Ehrenring der Stadt Graz (1972) und Ehrenbürger der Stadt Graz (1987)[8]
- Kratkystraße, 2001 benannt im Grazer Bezirk Eggenberg, Stadtentwicklungsgebiet Reininghaus